# Ken Iwase
Ken Iwase (岩瀬 健?, Iwase Ken; Prefettura di Gunma, 8 luglio 1975) è un ex calciatore giapponese, di ruolo centrocampista.